# Mykołajiwka (rejon korosteński)
Mykołajiwka (ukr. Миколаївка) – wieś na Ukrainie, w obwodzie żytomierskim, w rejonie korosteńskim, w hromadzie Łuhyny. W 2001 liczyła 216 mieszkańców.